# Temporada 1940 de la NFL
La Temporada 1940 de la NFL fue la 21.ª en la historia de la NFL. Se formó una liga rival de seis equipos, la tercera a llamarse American Football League que solo duró hasta el año siguiente, el Columbus Bullies ganó ambos campeonatos.
Se comenzó a utilizar la Formación T con un hombre en movimiento. Fue el primer campeonato realizado por una red de radio, transmitido por Red Barber a 120 estaciones de la Mutual Broadcasting System, que pagó $ 2,500 por los derechos. Los Pittsburgh Pirates cambió el
nombre a Pittsburgh Steelers.
La temporada finalizó cuando los Chicago Bears vencieron a Washington Redskins 73-0 por el juego de campeonato de la NFL, siendo la victoria con mayor diferencia en la historia de la NFL.

## Principales cambios en las reglas
- La sanción por no pasar hacia adelante desde la línea de golpeo es de 5 yardas.
- Las penalizaciones por faltas que se producen antes de un pase o una patada detrás de la línea de golpeo se aplican desde el punto anterior. Sin embargo, las sanciones por faltas durante una bola libre o cuando las faltas de equipo ofensivo detrás de su línea se aplican desde el punto de la falta.
- Faltas forzadas en el campo de juego no pueden penalizar a la pelota más de la mitad de la distancia a la línea de gol del ofensivo.
- Si el equipo ofensivo comete una interferencia de pase en la zona de anotación de su oponente, la defensa tiene la opción de 15 yardas desde el punto anterior y un loss of down, o un touchback.

## Temporada regular
V = Victorias, D = Derrotas, E = Empates, CTE = Cociente de victorias, PF= Puntos a favor, PC = Puntos en contra
Nota: Los juegos empatados no fueron contabilizados de manera oficial en las posiciones hasta 1972
| Washington Redskins | 9 | 2  | 0 | .818 | 245 | 142 |
| Brooklyn Dodgers    | 8 | 3  | 0 | .727 | 186 | 120 |
| New York Giants     | 6 | 4  | 1 | .600 | 131 | 133 |
| Pittsburgh Steelers | 2 | 7  | 2 | .222 | 60  | 178 |
| Philadelphia Eagles | 1 | 10 | 0 | .091 | 111 | 211 |

| Chicago Bears     | 8 | 3 | 0 | .727 | 238 | 152 |
| Green Bay Packers | 6 | 4 | 1 | .600 | 238 | 155 |
| Detroit Lions     | 5 | 5 | 1 | .500 | 138 | 153 |
| Cleveland Rams    | 4 | 6 | 1 | .400 | 171 | 191 |
| Chicago Cardinals | 2 | 7 | 2 | .222 | 139 | 222 |

## Juego de Campeonato
- Chicago Bears 73, Washington Redskins 0, 8 de diciembre de 1940, Griffith Stadium, Washington D. C.]

## Líderes de la liga
| Estadísticas | Nombre        | Equipo       | Yardas |
| ------------ | ------------- | ------------ | ------ |
| Pasando      | Sammy Baugh   | Washington   | 1.367  |
| Corriendo    | Whizzer White | Detroit      | 514    |
| Recibiendo   | Don Looney    | Philadelphia | 707    |